# Stará Ves (ort i Tjeckien, Olomouc)
Stará Ves är en ort i Tjeckien.   Den ligger i regionen Olomouc, i den östra delen av landet, 240 km öster om huvudstaden Prag. Stará Ves ligger 279 meter över havet och antalet invånare är 602.
Terrängen runt Stará Ves är huvudsakligen platt. Stará Ves ligger uppe på en höjd. Runt Stará Ves är det ganska tätbefolkat, med 222 invånare per kvadratkilometer. Närmaste större samhälle är Přerov, 8,8 km norr om Stará Ves. Trakten runt Stará Ves består till största delen av jordbruksmark.